# Kwirk
Kwirk (パズルボーイ?, Puzzle Boy) è un videogioco rompicapo del 1989 sviluppato da Atlus per Game Boy. Il gioco ha ricevuto una conversione per TurboGrafx-16 e un seguito dal titolo Amazing Tater.

## Modalità di gioco
Il gameplay di Kwirk ricorda quello di Sokoban.